# Рудорффер, Эрих
Эрих Рудорффер (нем. Erich Rudorffer; 1 ноября 1917, Цвохау — 8 апреля 2016, Бад-Швартау) — германский лётчик-ас, истребитель, участник Второй мировой войны. Совершил более тысячи вылетов, провёл 302 воздушных боя, одержал 222 победы, из них 60 на Западном фронте, 26 в Северной Африке и 136 на Восточном фронте.

## Карьера
Начал летать в 1936 году, в 1939 начал службу в люфтваффе. Первую победу одержал 14 мая 1940, сбив французский истребитель Hawk 75. Был ранен в октябре 1942, в середине декабря вернулся в свою часть, переброшенную в Тунис. 9 февраля 1943 сбил 8 самолётов за один вылет, 15 февраля — 7. 1 августа 1943 был назначен командиром II группы JG 54, действовавшей на Ленинградском фронте. 6 ноября сбил 13 истребителей Як-7 и Як-9 за один вылет, что является рекордом люфтваффе. (Результат внесён в книгу рекордов Гиннесса, однако гибель такого числа самолётов на данном участке фронта советской стороной не подтверждается. Сравнивая журналы БД советских ИАП не подтверждается даже гибель стольких машин за весь день). 
6 ноября 1943 года, с 15:00 до 15:20 по московскому времени с почти 100% вероятностью определили, Рудорффер во главе шести FW-190 прикрывал группу Ju-87 (36 Ju-87 , четыре девятки). Группу перехватили восемь истребителей Як-7Б из состава 728-го истребительного авиаполка под командованием капитана А.В. Ворожейкина. Увидев вражеские истребители, Рудорффер приказал четырем FW-190, второй и третьей паре из своей группы, прикрыть Ju-87 а сам вместе со своим напарником атаковал яков, сбив 13 из них - то есть все 8 яков, участвовавших в бою, и еще 5 штук дополнительно. Или, может быть, он дважды сбивал одни и те же яки.
Участники боя с советской стороны описывают бой иначе - по их сообщениям, Яки плотным строем атаковали в лоб первую, а затем вторую девятку бомбардировщиков Ju-87, вступив с ними и FW-190 в маневренный бой.Советские истребители сбили 5 Ju-87 и повредили 3 FW-190, после чего вся группа вернулась на свой аэродром без потерь, ни один Як не был сбит (у двух истребителей были незначительные повреждения - несколько пробоин в фюзеляже и крыле от крупнокалиберных пулеметов стрелков Ju-87). Отсутствие потерь подтверждается первичными документами, журналом боевых действий и бортовым журналом 728-го ИАП - в этом бою не было потеряно ни одного Яка. 
Реальная картина боя, вероятно, была следующей. Увидев атакующие Як-7Б и осознав, что у тяжелых FW-190 нет преимущества в высоте, и поэтому их просто перестреляют как куропаток, Рудорффер, вероятно, немедленно перешел в пикирование и сочинил всю историю с героически сбитыми 13 Яками, чтобы  оправдать свой побег и большие потери бомбардировщиков. Что является типичным поведением истребителей Люфтваффе, которые почти всегда оставляли свои бомбардировщики, начиная с битвы за Британию, когда понимали, что им придется вести бой в неблагоприятных условиях.
Оправдывая действия Рудорффера, можно только сказать, что встреча без преимущества в высоте, на равных условиях с группой Ворожейкина и тем более - лично с Арсением Васильевичем Ворожейкиным почти наверняка закончилась бы для Рудорффера очень плохо. А.В. Ворожейкин - дважды Герой СССР на его личном счету на конец войны было 52 лично сбитых вражеских истребителя и еще 14 - как групповая победа. Учитывая подавляющее превосходство Як-7Б над FW-190 в маневренном бою и очень высокий уровень противника, Рудорффер, вероятно, был бы сбит.
28 октября 1944 одержал 11 побед за один день (также не подтверждено).  В декабре 1944 был переведён в JG 7, участвовавшую в Обороне Рейха и укомплектованную реактивными истребителями Me-262. На этом самолёте одержал 12 побед. Среди сбитых Рудорффером за годы войны самолётов 10 четырёхмоторных бомбардировщиков и 58 штурмовиков Ил-2. Был сбит 16 раз.
После войны работал пилотом гражданской авиации.
Умер 8 апреля 2016 года в Бад-Швартау в возрасте 98 лет.

## Награды
- Рыцарский крест Железного креста (1 мая 1941, 19 побед)
- Дубовые листья к Рыцарскому кресту (11 апреля 1944, 130 побед)
- Мечи к Рыцарскому кресту (25 января 1945, 210 побед)
- Немецкий крест в золоте (9 декабря 1941)
- Железный крест 1-го класса (28 июня 1940)
- Железный крест 2-го класса (22 мая 1940)
- Упомянут в Вермахтберихте (30 октября 1944)
- Почётный Кубок люфтваффе (20 октября 1940)
- Нагрудный знак «За ранение» III степени
- Квалификационный нагрудный знак люфтваффе «Пилот-наблюдатель»
- Орден Креста Свободы 2-го класса